# 美國國會地鐵
美国国会地铁（英語：Congressional Subway）是美国首都华盛顿哥伦比亚特区，连接美国国会大厦和美国众议院，美国参议院的地铁。仅限议员、议会相关人员与职员使用，是一个免费的电气化轻轨系统。
整个系统有三条线路，分别是国会大厦和参议院之间的两条线路（国会大厦－罗素参议院办公大楼，国会大厦－狄克参议院办公大楼－哈特参议院办公大楼），国会大厦和众议院之间的线路（国会大厦－瑞本众议院办公大楼）。
1909年，国会大厦－罗素参议院办公大公楼之间的线路开通，1954年，国会大厦－狄克参议院办公大楼之间线路开通，国会与参议院三栋办公大楼全部连通地铁。1965年，国会大厦－瑞本众议院办公大楼之间线路开通，众议院也和国会连通。1994年，曾进行过系统整修。

## 圖庫
- 1909年的地鐵列車
- 1912年的單軌電車
- 1912年的單軌電車
- 往羅素站的地鐵
- 美國國會大廈與迪爾克森站之間

## 链接
- D.C. Underground （页面存档备份，存于）
- The Capitol Subway System